# Andrea Whitcombe
Andrea Whitcombe (Londres, 8 de junio de 1971) es una deportista británica que compitió en duatlón. Ganó una medalla de bronce en el Campeonato Mundial de Duatlón de 2005.

## Palmarés internacional
| Campeonato Mundial | Campeonato Mundial     | Campeonato Mundial | Campeonato Mundial |
| Año                | Lugar                  | Medalla            | Prueba             |
| ------------------ | ---------------------- | ------------------ | ------------------ |
| 2005               | Newcastle ( Australia) | Medalla de bronce  | Individual         |